# Uganda en los Juegos Paralímpicos de Pekín 2008
Uganda estuvo representada en los Juegos Paralímpicos de Pekín 2008 por un deportista masculino. El equipo paralímpico ugandés no obtuvo ninguna medalla en estos Juegos.